# Ternuvatka, Krîvîi Rih
Ternuvatka (în ucraineană Тернуватка) este un sat în comuna Nedaivoda din raionul Krîvîi Rih, regiunea Dnipropetrovsk, Ucraina.

## Demografie
Componența lingvistică a localității Ternuvatka
     Ucraineană (91,67%)
     Rusă (8,33%)
Conform recensământului din 2001, majoritatea populației localității Ternuvatka era vorbitoare de ucraineană (91,67%), existând în minoritate și vorbitori de rusă (8,33%).